# Integrismo católico

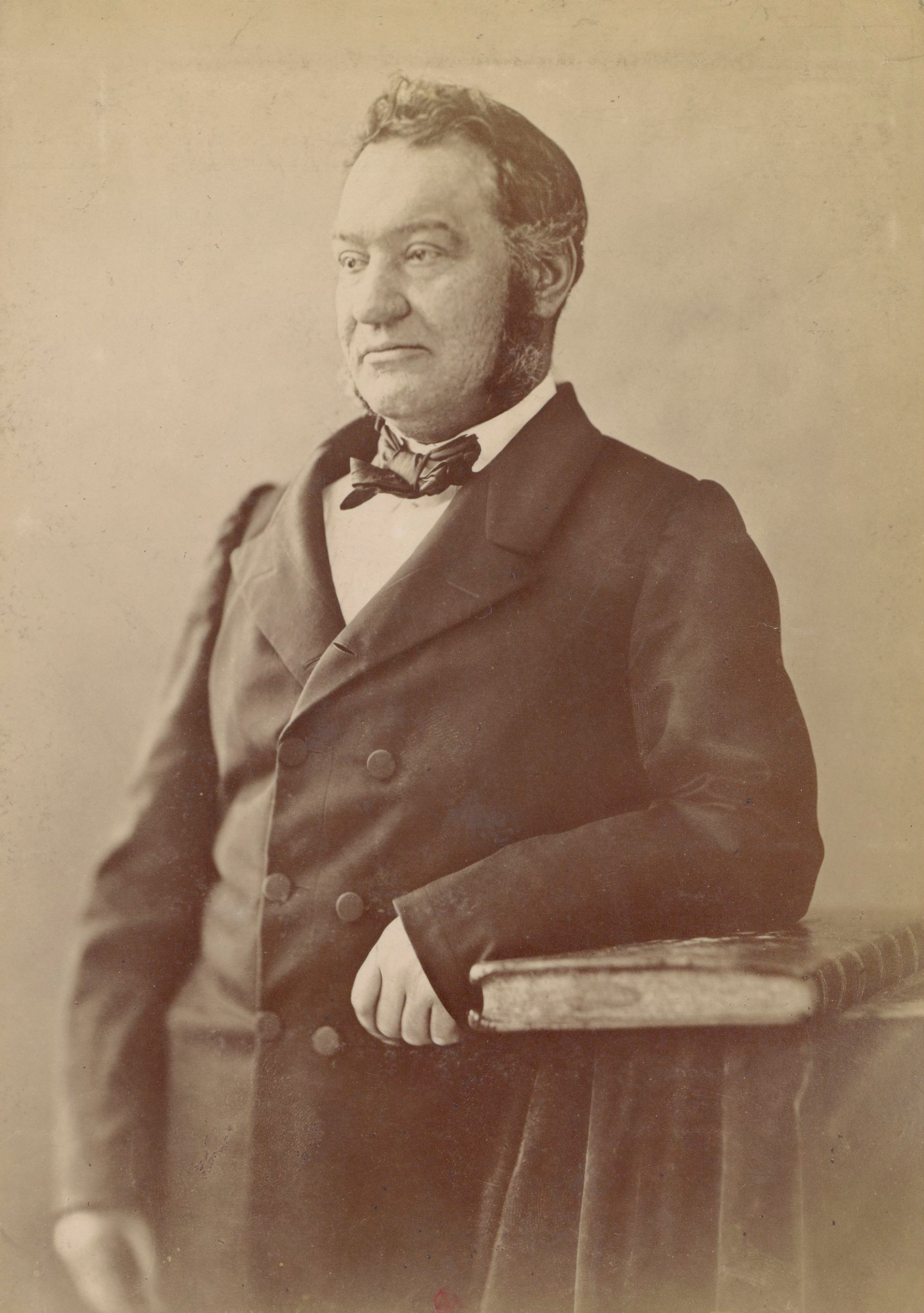
Louis Veuillot (1813-1883), máximo exponente del integrismo católico francés (ultramontanismo) del.

Integrismo o integralismo es la postura dentro del catolicismo político que busca mantener inalterada la «integridad» de los principios de la política católica y rechaza las ideas del liberalismo, la democracia cristiana o el conservadurismo ilustrado. Tiene su origen en grupos políticos católicos ultramontanos del siglo XIX que reaccionaron contra el laicismo, proponiendo una política católica «íntegra». 
El integrismo procura un Estado subordinado a los intereses de la religión y de la Iglesia católica, plenamente obediente a la Doctrina social de la Iglesia y a la tradición. Los integristas se oponen tanto al absolutismo como al liberalismo político, y defienden la moral católica y el magisterio eclesiástico como principales e inmutables fuentes de doctrina. El objetivo último de la ideología sería el Reinado social de Jesucristo, un ideal que llevaría a la plenitud los objetivos espirituales (salvación de las almas y expansión de la Iglesia) y terrenales (bienestar de los pobres, caridad y paz social) de la religión católica. Toda la doctrina integrista se entiende a sí misma como orientada hacia la religión, y sitúa la salvación eterna como el «bien común» al que debe aspirar la sociedad y ordenarse la acción política.
Si bien el ideario integrista fue dominante durante períodos de la Edad Media y la Antigüedad, su primera sistematización moderna se dio en 1885 con la encíclica Immortale Dei del Papa León XIII, en la que se expresaba en contra de la secularización y reafirmaba la importancia de un Estado que reconociera a la Iglesia como la autoridad suprema en su territorio. Las bases históricas de la doctrina integrista pueden verse en documentos papales como la encíclica Famuli vestrae pietatis del papa San Gelasio I, en la doctrina política del Antiguo Testamento y en la política de los reyes medievales como San Luis IX. A pesar de entenderse como renovador en lugar de conservador o reaccionario, el integrismo suele tener una valoración positiva del mundo medieval.
Aunque existen movimientos integristas autodefinidos de izquierda, el integrismo suele situarse dentro de la tercera posición por su rechazo tanto al capitalismo como al socialismo y su negación del régimen liberal.

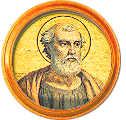
El Papa Gelasio I fue el primero en plantear la Doctrina de las Dos Espadas o Diarquía Gelasiana, por la que se entiende al Estado como un instrumento subordinado al poder religioso.

## Bases doctrinales
A pesar de las variaciones regionales según la tradición de cada país, en términos generales el integrismo defiende:
- Un Estado subordinado a la Iglesia católica, tanto a nivel de intenciones y ética como a nivel jurídico.[3][6][9][4] Además de una conformidad total de las leyes a la doctrina católica y la consulta constante al estamento clerical, el integrismo defiende el poder de deposición papal y la creación de tribunales eclesiásticos que puedan juzgar a los políticos que no cumplan sus deberes adecuadamente[3]
- El accidentalismo político por el que ningún régimen resulta superior a otro,[4] aunque suele darse prevalencia a la monarquía tradicional limitada en contraposición a la monarquía absoluta o a la democracia liberal[3][9] Rechazo al sistema de partidos[9]
- Un régimen económico corporativista, nacionalsindicalista o distributista, rechazando simultáneamente el capitalismo y el comunismo al tipo de la Rerum Novarum. Búsqueda de orientar la economía hacia el bien común y no hacia la competencia.[3] Promoción de la justicia social por medio de la autogestión gremial, la solidaridad obrera y la intervención de la Iglesia[9] Abolición de todos los monopolios, proteccionismo no autárquico y minimización de los impuestos[9]
- La idea de que «El error no tiene derechos» y en consecuencia el rechazo a la libertad religiosa en favor de una promoción activa de la religión católica de parte del Estado.[3][9][4] La encíclica Immortale Dei de todos modos condena la conversión forzada, por lo que este pilar suele entenderse en términos de censura doctrinal y no de persecución violenta[4]
- La abolición de la educación estatal y «absoluta libertad de enseñanza» solo limitada por la moral católica.[9] Defensa de la autonomía universitaria y promoción de la educación religiosa[9]
- La defensa de la «familia cristiana»[9] y el consecuente rechazo al aborto, divorcio, eutanasia o anticoncepción.

## Historia del integrismo católico
La concepción integrista de la política ya está presente en el Antiguo Testamento, particularmente en la obra religiosa del rey Josías. La idea de un Estado subordinado a los intereses religiosos puede verse a partir de Constantino y tiene su punto más álgido en la Edad Media bajo monarcas como San Luis IX. Durante la Edad Moderna y los inicios de la Edad Contemporánea existieron varios movimientos contrarrevolucionarios que lucharon por el establecimiento de un Estado católico, como las revueltas Sanfedistas y Vandeanas. El punto de partida del integrismo moderno puede encontrarse en las enseñanzas antiliberales de León XIII, Pío IX y Pío X.

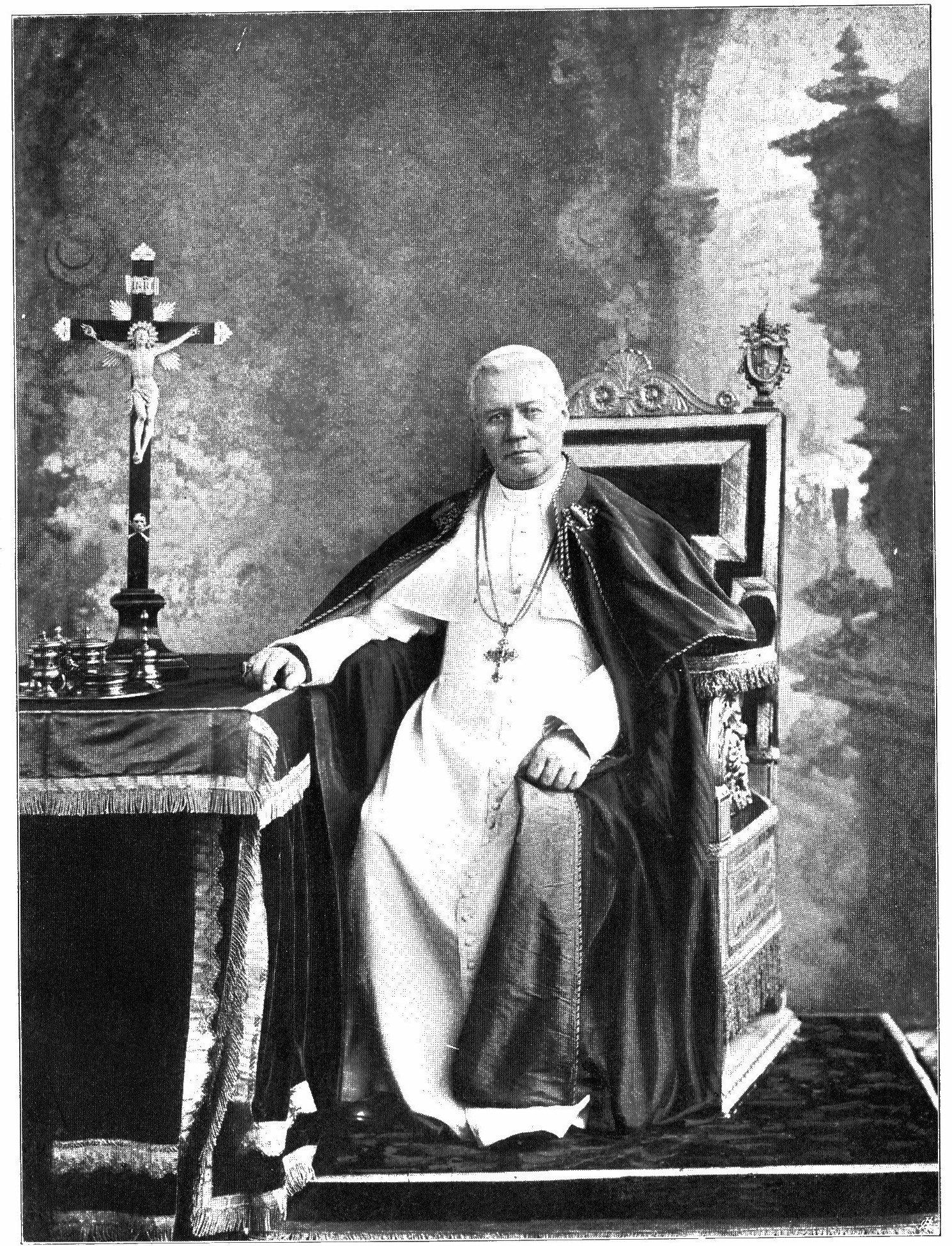
Pío X, papa de la Iglesia católica entre 1903 y 1914 famoso por su crítica al liberalismo y su intransigencia doctrinal.

### España
El adjetivo integrista tiene su origen en España, concretamente en el sector del carlismo liderado por Cándido y Ramón Nocedal en la década de 1880 que al separarse de Don Carlos fundaría el que más tarde sería conocido como Partido Integrista. El calificativo lo habían empleado en un principio sus detractores de forma peyorativa para quienes se definían a sí mismos como católicos y carlistas «intransigentes» e «íntegros» —seguidores a rajatabla del Syllabus del papa Pío IX—, en contraposición a los católicos que el diario El Siglo Futuro definía como «mestizos» (católicos que aceptaban el sistema liberal). Sin embargo, en una conferencia pronunciada en Sabadell en 1889, el sacerdote catalán Félix Sardá y Salvany, seguidor de Nocedal, propuso apropiarse de la calificación de «integristas», declarando: «¿Integristas? Sí señores míos, y a mucha honra».
Sardá y Salvany reconocía en esa misma conferencia que el ideal católico integrista no era algo que se hallase exclusivamente en España, sino que ya estaba presente en otros países, y que en el extranjero llevaba «este mismo o parecido» nombre, afirmando:

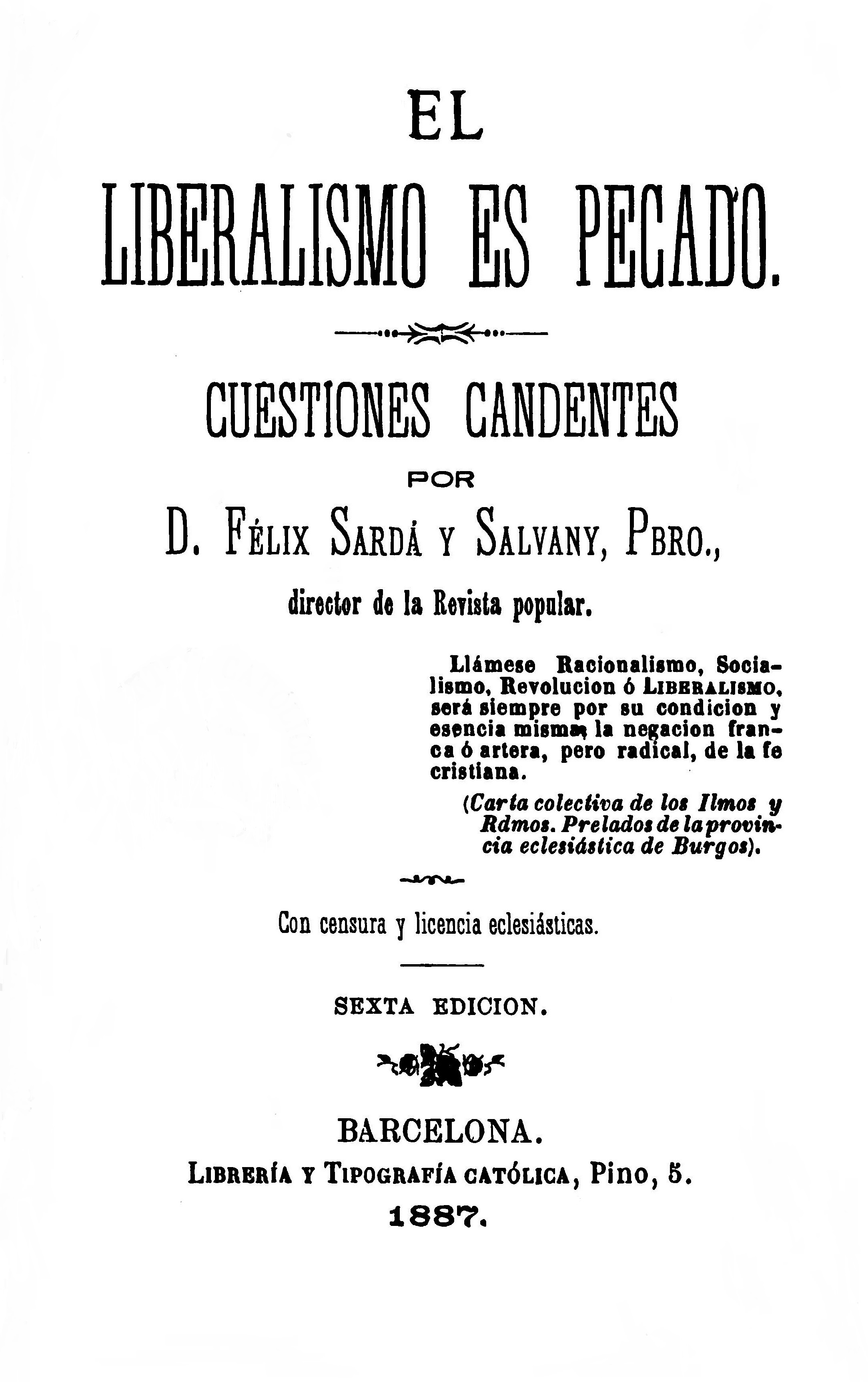
Edición de 1887 de «El liberalismo es pecado», texto fundacional del integrismo español.

Apóstoles tiene hoy en día este ideal bendito en todas las naciones del globo, donde con este mismo o parecido apodo, es motejado por la Revolución y por otros complacientes con ella. Los tiene Francia, los tiene Suiza, los tienen Bélgica y Alemania y Austria e Italia e Inglaterra; los tienen nuestras hermanas las repúblicas del continente americano, al frente de las cuales ha hecho ondear el Ecuador esta bandera, tinta en la sangre de García Moreno, que murió por ella. Mas, creedlo: si en ninguna de estas naciones le quedase un soldado a la soberanía íntegra de Cristo Nuestro Señor, quedaríanle muchos todavía en esta su fiel España, donde con mayor esplendor que en otra nación alguna ha reinado en los pasados siglos, y donde con más veneración que en otra alguna del globo ha prometido volver a reinar.

El Partido Integrista o Partido Católico Nacional participó de varias elecciones en la España borbónica hasta su reincorporación a la Comunión Tradicionalista. Otros movimientos doctrinalmente cercanos al integrismo como la Acción Española de Ramiro de Maeztu y José María Pemán mantuvieron su influencia hasta fines del Franquismo.

### Hispanoamérica
El integrismo latinoamericano puede verse indirectamente expresado en las Guerras Cristeras en defensa del catolicismo contra el ateísmo de Estado en México, en la cruzada de 1863 contra las leyes laicistas y anticlericales de Bernardo Berro y Gabriel Pereira, o en la revolución de Facundo Quiroga bajo el lema «Religión o muerte» contra las leyes de libertad de culto y secularización promovidas por Bernardino Rivadavia. Ninguno de estos movimientos, sin embargo, logró establecer un Estado integral católico. También existe una presencia integrista en las ideas antiliberales y clericales de Rafael Carrera en Guatemala, que convirtió a la Iglesia en la base de su política al punto de decretar el Salve Regina como himno nacional.

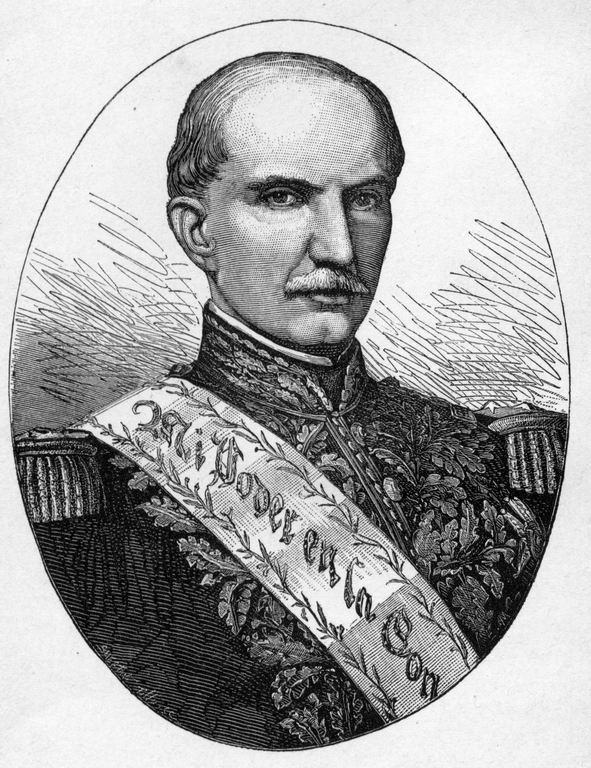
Gabriel García Moreno, séptimo presidente del Ecuador.

El principal gobierno de tipo integrista de la Historia de Latinoamérica fue el de Gabriel García Moreno en Ecuador. El presidente instituyó tribunales eclesiásticos en todo el país, consagró personalmente la república al Sagrado Corazón, puso el catolicismo como requerimiento para votar y proscribió a la masonería y otras sociedades secretas. Eliminó también el Patronato heredado del Imperio Español, dando al papado la potestad exclusiva sobre la Iglesia nacional, a la que apoyó ampliamente a nivel económico. Llevó a cabo también una remarcada obra educativa basada en la alfabetización universal, apoyado por la Compañía de Jesús recientemente exiliada de Alemania e Italia. Fue además uno de los pocos gobiernos en oponerse activamente a la unificación italiana y la invasión de los Estados Pontificios. La destacada prosperidad económica de su gobierno, el saneamiento del déficit público y su lucha contra la corrupción le valieron varias reelecciones, hasta su muerte asesinado a machetazos por un grupo dirigido por Faustino Rayo, a la salida de la Catedral de Quito.
La idea del Estado subordinado fue defendida por varios miembros del Nacionalismo Argentino, particularmente Alberto Ezcurra Medrano o Julio Meinvielle. Si bien el integrismo católico no es a priori nacionalista por causa del origen ilustrado de esta ideología, muchos nacionalistas católicos latinoamericanos han defendido tesis similares a las suyas.

### Nacionalismo integral o integralismo
Una corriente similar liderada años después en Francia por el abate Paul Boulin, creador de los Cahiers anti-judéo-maçonniques, recibiría el nombre de «integralista». Los integrales franceses estuvieron contra el grupo católico democrático de Le Sillon liderado por Marc Sangnier y apoyaron el movimiento nacionalista monárquico Acción Francesa de Charles Maurras. Aunque los errores de Le Sillon fueron condenados por el papa Pío X en 1910 en su encíclica Notre charge apostolique, la Acción Francesa sería a su vez condenada en 1926 por Pío XI, quien además, asumiendo la postura de los jesuitas, definió el integralismo como la última manifestación de la herejía jansenista.
Además de la imputación de jansenismo, los jesuitas acusarían a los integrales de hacer el juego a los modernistas porque ampliaban a tal grado la noción de modernismo, que ofrecían a estos un campo de maniobra muy cómodo. Paradójicamente, integrales y modernistas se encontrarían en un mismo frente común contra los jesuitas, aunque por distintas razones.
En Italia se desarrollaría también el integralismo abanderado por monseñor Umberto Benigni, creador de la red secreta contra el modernismo Sodalitium Pianum. En 1928 el padre jesuita Enrico Rosa, director de la revista La Civiltà Cattolica, se referiría a los «integralistas» de Francia e Italia en estos términos, distinguiéndolos de los integristas españoles de El Siglo Futuro:

Los artículos de La Civiltà Cattolica contra los «integralistas», como a sí mismos se llaman —y no «integristas»— se refieren a personas sin escrúpulos que laboran secretamente con una ostentación de ortodoxia en la apariencia, pero en realidad, en aras de sus intereses y pasiones particulares, calumniando gustosamente a cuantos luchan por la buena causa, y, sobre todo, a los Jesuítas, con poca sinceridad y mucha parcialidad. ¿Quiere usted un ejemplo de ello? Fíjese en el silencio que guardan sus publicaciones, en especial las de la agencia Veritas (Urbe, Romana, etc.), imitada por Fede e Ragione, sobre la rebeldía de la Acción Francesa, mientras no cesan de hablar de Le Sillon y del internacionalismo que ocupan el otro extremo del error, en oposición al nacionalismo exagerado y anticatólico de los ateos Maurras y compañía, la difusión que procuran o la complicidad silenciosa con que ayudan a la propaganda de aquel diluvio de libelos contra los Jesuítas bajo el pseudónimo de Recalde, y contra la Santa Sede y en especial contra el secretario de Estado de Su Santidad y otros personajes eminentes, etc.

Bajo el seudónimo I. de Recalde se escondía el citado Paul Boulin, a quien Eusebio Gil Coria define como «tal vez la figura del integrista total». Sus artículos contra los jesuitas fueron reproducidos por Benigni, antisemita que acusaba a la Compañía de Jesús de conjurar contra el fascismo en Italia y de ser sicarios del «internacionalismo judío-masónico-demócrata». Boulin rompería su relación con Benigni en 1929 con ocasión de los Pactos de Letrán, que el primero definió como una «monstruosa victoria sobre la constitución milenaria de la Cristiandad».

## Integrismo en Portugal
En el mundo lusoparlante el integrismo adopta el nombre de «integralismo». Surge principios de siglo XX en Portugal (Integralismo Lusitano), donde nace como un movimiento tradicionalista, monárquico y católico, antirrepublicano y antisocialista. Aboga por el corporativismo gremial horizontal, puede expresarse como un historicismo, un culturalismo o un ambientalismo, porque el integralismo reclama que las mejores instituciones políticas para una nación dada diferirán dependiendo de su historia, cultura y características de geografía física, como el clima, que definen su hábitat.

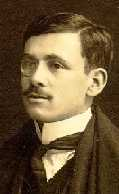
António Sardinha, poeta e intelectual portugués, máximo exponente del Integralismo Lusitano.

El integralismo es un movimiento de inspiración católica y no promueve la creación de una iglesia nacional (como el erastianismo o galicanismo en Francia). Sus críticos y oponentes le vinculan con la Acción Francesa  de Charles Maurras, y con el fascismo (especialmente en América Latina, como es el caso del Integralismo Brasileño y la Unión Nacional Sinarquista). No obstante, hay profunda controversia sobre el asunto: los puntos del libre sindicalismo y el localismo, están en contradicción con el encuadramiento sindical obligatorio y el centralismo estatalista de las formas comunes del fascismo italiano, el nazismo alemán, el franquismo y el rexismo; el fundamento tradicionalista y católico de sus ideales puede llegar a coincidir con movimientos autoritarios en favor del catolicismo como el rexismo y el franquismo.

## Concepto actual del integrismo
Actualmente el término fundamentalismo se emplea como sinónimo de integrismo, aunque este es de origen católico y aquel de origen protestante anglosajón, pues los fundamentalistas postulaban seguir los fundamentos de la Biblia. La incorporación del vocablo "fundamentalismo" en el diccionario de la Real Academia es reciente.
El término "integrismo" también se puede relacionar con el concepto de secta que sostenía el protestante Ernst Troeltsch, en el que se destaca su distanciamiento de las ideas de la mayoría de los miembros de la sociedad, en contraposición con los grupos religiosos que están dispuestos a adaptarse a la sociedad en la que se hallan inmersos, en lugar de tratar de que sea la sociedad la que incorpore los principios que el grupo religioso propone.
Algunos medios angloparlantes han alertado sobre una reciente revitalización del integrismo en los Estados Unidos. Varios filósofos norteamericanos como Edward Feser o Scott Hahn han expresado su apoyo por la postura.